# تولت
تولت (به آلمانی: Tollet) یک منطقهٔ مسکونی در اتریش است که در ناحیه گرایسکیرچن واقع شده‌است. تولت ۹٫۶ کیلومتر مربع مساحت دارد ۳۸۱ متر بالاتر از سطح دریا واقع شده‌است.